# 特殊メイク

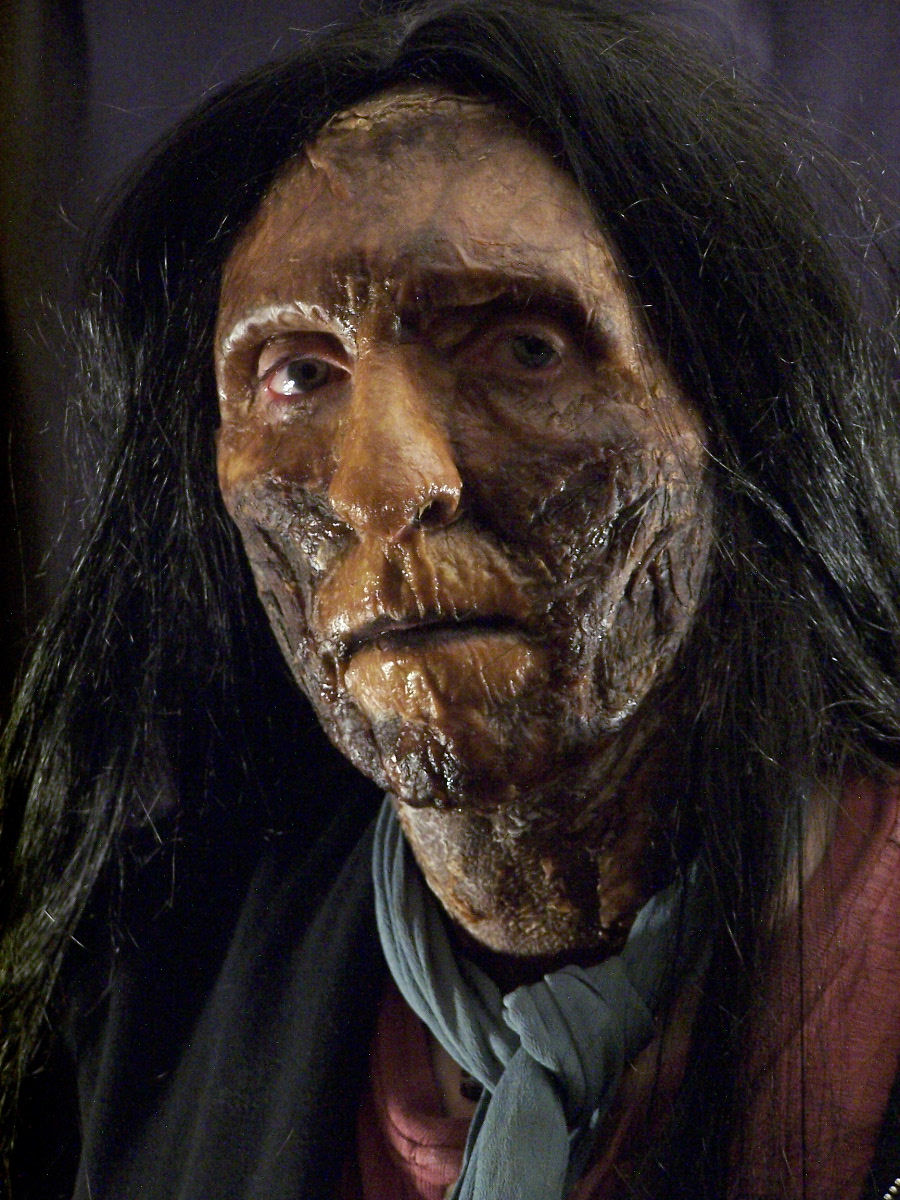
フランケンシュタインの怪物を模した特殊メイク

特殊メイク（とくしゅメイク、Special Makeup/Special Effects Makeup）とは、映画やテレビドラマのSFXの1つで、主に俳優の顔に色々な人工物を付けて別の顔に作り上げる技術のこと。顔だけではなく、体中に施される場合もある。具体的には、怪我をしている皮膚の表現や、狼男やフランケンシュタインのような怪物の顔・体の表現などに用いられる。
映画『猿の惑星』では、特殊メイクによって俳優が猿を演じた。

## 技法

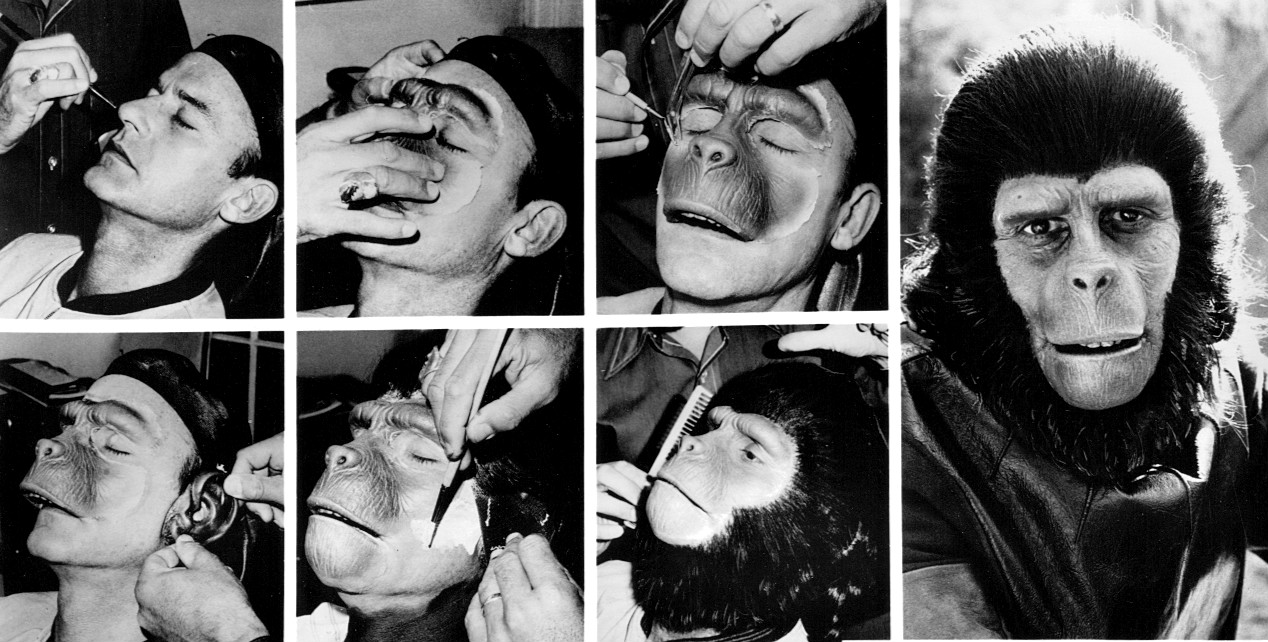
『猿の惑星』（1968年）でチンパンジーの特殊メイクを施されるロディ・マクドウォール

最もポピュラーな技法として『アプライエンス（装具）メイク』という物がある。これは、フォームラテックス（液状の特殊ゴム素材＝ラテックスをミキサーで撹拌・発泡させた後にオーブンで焼き上げ、柔らかいスポンジ状にした物）やシリコン、ゼラチンなどから作られた様々なパーツを演者の身体に貼り付けることで行われる。
その他に、メイク用のパテを直接顔などに盛り付けて成形する『ビルドアップメイク』などがある。
アカデミー賞には、このような技術を評価するためのメイクアップ賞がある。
近年は、この分野もCGへの置換が進んでおり、身体のパーツの一部をCGに置き換える例や、『アバター』のようにモーションキャプチャーで役者を丸ごとCGキャラクターに置き換えてしまう例などがある。
また、海外ドラマ『ウォーキング・デッド』のように、多くのゾンビが登場するような作品では、一体ずつ特殊メイクをしていると時間と手間がかかり、莫大なコストがかかってしまう。そのため、大半のゾンビを3DCGで作成して、撮影したシーンに配置することで実写さながらのシーンを実現している。

## 沿革
古くは映画が発明される以前の舞台劇において、メイクアップ係による現在の特殊メイクに近い技法が用いられていた。
映画における特殊メイク初期の代表者としては、「千の顔を持つ男」の異名を持つ俳優ロン・チェイニーが挙げられる。チェイニーは怪奇映画俳優として知られる一方、特殊メイクの研究に没頭し、『オペラの怪人』（1925）など自身が演じる役柄の特殊メイクをみずから手がけていた。
チェイニーに次いで重要な人物がジャック・ピアースである。彼はユニバーサル・ピクチャーズ製作の怪奇映画で特殊メイクを手がけ、『魔人ドラキュラ』（1931）でのベラ・ルゴシのメイクアップや、『フランケンシュタイン』（1931）、『ミイラ再生』（1932）などにおけるボリス・カーロフへのメイクアップによって映画を成功に導いた。とりわけ『フランケンシュタイン』でのメイクアップは観客に強い印象を残すとともに、特殊メイクのデザインへの著作権を認めさせた点でも功績は大きい。
映画において特殊メイクが重要な役割を果たしたエポック・メイキング的な作品は『オズの魔法使』（1939）である。MGMのメイクアップ部長だったジャック・ドーンが特殊メイクを担当し、フォームラテックスを用いたメイクアップを本格的に取り入れるなど、画期的な手法が開発された。一方で特殊メイクの安全性に関しては開発途上であったこともあり、メイクを受ける俳優にはいくつかの健康被害も発生した。当初ブリキ男役に予定されていたバディ・イブセンは特殊メイクに用いる粉末アルミニウムを吸い込んで体調不良を起こし降板。イブセンは歌唱シーンの歌声の参加のみで演技はジャック・ヘイリーに交代し、メイクの素材は粉末からペーストへと変えられた。また、カカシ役のレイ・ボルジャーは顔に貼り付けるフォームラテックス製のメイクの着脱に毎日長時間を必要とし、その影響でボルジャーの顔には一生消えない皺が残った。
戦後になりイギリスのハマー・フィルム・プロダクションズが怪奇映画の製作を手がけるようになり、『フランケンシュタイン』のリメイク作『フランケンシュタインの逆襲』（1957）が企画される。当初プロデューサーはジャック・ピアースによるボリス・カーロフのメイクアップの模倣を想定していたが、ユニバーサル・ピクチャーズがピアースによるメイクアップのデザインの使用権を認めなかった。そこでハマー・プロのメイクアップアーティスト、フィル・リーキーは独自のデザインによってクリストファー・リー演じる怪物の特殊メイクを完成させた。リーキーは本作に続いて『吸血鬼ドラキュラ』（1958）でもクリストファー・リー演じるドラキュラのメイクアップを担当し、映画のヒットに貢献する。しかしリーキーは『吸血鬼ドラキュラ』公開後にハマー経営者の予算削減策に反発して退社。以降はリーキーのアシスタントだったロイ・アシュトンが、ハマー・プロ製作の怪奇映画における特殊メイクを担当する。アシュトンは70年代まで『ミイラの幽霊』（1959）、『蛇女の脅怖』（1966）、『吸血ゾンビ』（1966）といったハマー・プロの名作や、『テラー博士の恐怖』（1965）、『アサイラム/狂人病棟』（1972）、『墓場にて/魔界への招待・そこは地獄の始発駅』（1973）といったアミカス・プロダクション作品におけるメイクアップで敏腕を発揮し、イギリス製怪奇映画の特殊メイクにおける第一人者の地位を確立した。
特殊メイクにおける重要な役割を果たしたイギリス人として、スチュアート・フリーボーンも挙げられる。彼は『2001年宇宙の旅』（1968）や『スター・ウォーズ』旧三部作など数々の名作で特殊メイクを担当している。特にフリーボーン自身の容貌をモデルにした『スター・ウォーズ』でのヨーダのデザインで知られている。
イギリスにおけるもう一人の特殊メイクアーティストとしてはジョージ・パートルトンが挙げられる。ロジャー・コーマンが英国で製作した『赤死病の仮面』（1964）や『時計じかけのオレンジ』（1971）のメイクアップを担当した後、70年代にはピート・ウォーカー監督のスプラッター映画で特殊メイクを手がけた。
米国アカデミー賞での状況を見ると、長らく同賞にはメイクアップ部門の賞が存在しなかった。そんな中で1964年に、『ラオ博士の7つの顔』（1964）のメイクアップを担当したウィリアム・J・タトルがアカデミー名誉賞を受賞。
タトルに続いて1968年には『猿の惑星』（1968）の特殊メイクを手がけたジョン・チェンバースが名誉賞を受賞。チェンバースは以降も猿の惑星シリーズの特殊メイクを続投する他、『ファントム・オブ・パラダイス』（1974）のメイクアップなどで活躍する。
1970年代になると、『ゴッドファーザー』（1972）や『エクソシスト』（1973）におけるディック・スミスの特殊メイクが話題を呼んだのを皮切りに、映画の特殊効果への関心の高まりを受けて、リック・ベイカーやトム・サヴィーニといったメイクアップアーティストが脚光を浴びる。さらに70年代後半から80年代にかけてイタリアの恐怖映画が国際的に市場を拡大したことで、イタリア人のカルロ・ランバルディやジャンネット・デ・ロッシも注目を集める。
1980年には『エレファント・マン』（1980）のクリストファー・タッカーによる特殊メイクが高く評価される。前述のように当時のアカデミー賞にはメイクアップ部門がなかったことから、タトルやチェンバースの前例のようにタッカーへの名誉賞を望む声が多かったが、授賞とはならなかった。タッカーが無冠に終わったことで、アカデミー協会が批判を浴びた。これを受けて1981年にはアカデミー賞にメイクアップ部門のアカデミーメイクアップ&ヘアスタイリング賞が設立される。第1回は『狼男アメリカン』（1981）のリック・ベイカーが受賞した。その後ホラー映画とSF映画への観客の関心がさらに高まり、スタン・ウィンストン、ロブ・ボッティン、セルジオ・スティヴァレッティ、スティーヴ・ジョンソンなど数々の特殊メイクアーティストが脚光を浴びるようになった。
日本においては、新東宝など邦画各社による怪談映画、円谷プロダクションによる特撮映画、東宝製作の血を吸うシリーズなどの怪奇映画などで特殊メイクが取り入れられたが、これらの作品におけるメイクアップアーティストに関して現存する資料は少ない。そうした中で東映京都撮影所に所属して1970年代に『女獄門帖 引き裂かれた尼僧』（1977）など牧口雄二監督の残酷ポルノ映画でメイクアップを担当していた長友初生は、1982年に日米合作映画『ゴースト・イン・京都』（1982）によって、日本人として初めてサターン賞のメイクアップ賞にノミネートされた。さらに1980年代半ばのホラー映画ブームの中で、ビデオ作品『ギニーピッグ』シリーズにおける古賀信明の特殊メイクが衝撃を与え、『死霊の罠』（1988）で特殊メイクを担当した若狭新一や、にっかつロマンポルノの怪奇もの『処女のはらわた』（1985）で特殊メイクを手がけた松井祐一も注目された。こうして日本映画においても80年代以降、特殊メイクアーティストは撮影所の下請け職人の地位を脱して、独立した専門家として認識されていく。

## デメリット
特殊メイクには多くのメリットがある反面で、下記のようなデメリットも存在する。
- 特殊メイクの質は、特殊メイクアーティストの技量に大きく左右される。
- メイクにはかなりの時間と手間がかかる。複雑な物では10時間近く掛かる例もある。
- 一度メイクを施したら、なるべく多くのシーンを撮影することが望まれるため、役者を長時間に渡って拘束する必要があり、多くのコストがかかる。
- 基本的に役者の体に盛り足す方向でしか造形できない。例として、太った役者を特殊メイクで痩せさせるようなことは困難である。

## 名称
英語では『special makeup』、『special effects makeup』などと表記される。映画によって表記に細かい違いがあるが、特殊メイクであることに変わりはない。ただし、『prosthetics』、『prosthetics makeup』、『prosthetics effects』などは特殊造形、またはそれに近いものを表す。
他にも、『creature effects』はクリーチャー（モンスター）造形（もしくはクリーチャー系の特殊メイク）、『dental prosthetics』は義歯、『animatronic effects』はアニマトロニクス、『mechanical effects』は特殊装置（もしくは前述のアニマトロニクス）を表す。いずれも明確な定義はなく、混同されているケースも多いので、マイナーな作品や古い作品では注意が必要である。

## 著名な特殊メイクアーティスト
著名な特殊メイクアーティストには、ディック・スミス、リック・ベイカー、スタン・ウィンストンなどがいる。

### アメリカ
- ロン・チェイニー
- ジャック・ピアース
- ジャック・ドーン
- ウィリアム・J・タトル
- ジョン・チェンバース
- ディック・スミス
- リック・ベイカー
- スタン・ウィンストン
- トム・サヴィーニ
- ADI（Amalgamated Dynamics, Inc.）（アレック・ギリス、トム・ウッドルフJr.）
- KNB EFX（ロバート・カーツマン、グレゴリー・ニコテロ、ハワード・バーガー）
- ロブ・ボッティン
- クリス・ウェイラス
- ケヴィン・イェーガー
- クリストファー・タッカー
- スティーヴ・ジョンソン
- ジョン・カール・ビュークラー
- ヴィ・ニール
- マシュー・マングル

### イギリス
- フィル・リーキー
- ロイ・アシュトン
- スチュアート・フリーボーン
- ジョージ・パートルトン

### イタリア
- カルロ・ランバルディ
- ジャンネット・デ・ロッシ
- セルジオ・スティヴァレッティ
- マウリツィオ・トラーニ
- ロザリオ・プレストピーノ
- マンリオ・ロッケッティ
- フランコ・ディ・ジローラモ

### ドイツ
- オラフ・イッテンバッハ（映画監督だが、特殊メイクアーティストでもある）

### ニュージーランド
- リチャード・テイラー

### 日本
- Kenji（2010年IMATS世界大会優勝、ウィルヘルミーナ・ジャパン所属）
- 松岡象一郎（特殊メイク・特殊造形、特殊衣装、光ファイバーオブジェ、株式会社ジーエムアトリエ設立）
- 米塚尚史（特殊メイク・特殊造形、有限会社ハウンテッド設立）
- 原口智生
- 松井祐一
- 江川悦子
- スクリーミング・マッド・ジョージ
- 辻一弘（第90回アカデミー賞メイクアップ&ヘアスタイリング賞受賞[4]）
- 福岡洋一
- 若狭新一
- 長友初生
- 古賀信明
- 織田尚
- 小西修（特殊メイク・特殊造形、有限会社アトリエシュウ設立）
- 西村喜廣
- ピエール須田
- 梅沢壮一
- AKIHITO（『TVチャンピオン』3連覇達成）
- TOMO
- 藤原鶴声　(藤原カクセイ     株式会社ダミーヘッドデザインズ  代表取締役)
- JIRO（『TVチャンピオン』2連覇達成、特殊メイク・特殊造形、有限会社自由廊設立）
- 征矢杏子
- 大村公二(2022年エミー賞受賞)
- 中田彰輝（特殊メイク・造形工房、M.E.U元主催者、現ZOMBIE STOCK代表取締役）
- 宗理起也（特殊メイク・特殊造形・特殊衣装、the Picture's Frogs.）
- 仲谷進
- 矢田弘（2013年、エミー賞の特殊メイクアップ賞を受賞）
- 飯田文江（特殊メイク・特殊造形、株式会社エム・イー・ユー代表）
- 古川奈苗

#### TVチャンピオン「特殊メイク王選手権」
『TVチャンピオン』で行われた「特殊メイク王選手権」（2007年4月19日放送）では、梅沢壮一（2度目の出場）が優勝した。現在のチャンピオンは梅沢壮一、歴代出場者はピエール須田（初代王者）、AKIHITO（二代目王者）、JIRO（三代目王者）、TOMO、藤原鶴声など。